# Mycena morris-jonesii
Mycena morris-jonesii är en svampart som beskrevs av G. Stev. 1964. Mycena morris-jonesii ingår i släktet Mycena och familjen Mycenaceae.   Inga underarter finns listade i Catalogue of Life.